# Storm (Film)
Storm ist ein 2005 produzierter Film des schwedischen Regisseurs Måns Mårlind, der Gestaltungselemente verschiedener Genres (Thriller, Drama, Horror- und Actionfilm) auf sich vereint. Offizielle Kinopremiere hatte der Film am 20. Januar 2006 in Schweden.

## Handlung
Der junge DD führt in Stockholm ein Dandyleben und lässt keine Party aus. Seinen die Dunkelheit extrem fürchtenden Bruder missachtet er ebenso wie sozial Schwache. Freunden gegenüber ist er unzuverlässig. Unruhe kommt in dieses Leben, als sich eine junge Frau (Lova) vor einer gewalttätigen Meute dunkler Gestalten genau in sein Taxi flüchtet. Zwar verschwindet sie nach erfolgreicher Flucht zunächst, jedoch steht sie abends erneut vor seiner Tür. Kaum dass sie ihn nach einigen unklaren Andeutungen wieder verlassen hat, stürmen auch schon ihre Verfolger DDs Wohnung. Um Klarheit zu erlangen, begibt er sich zu einer von Lova genannten Adresse.
Dort angekommen warten allerdings keine Antworten auf ihn. Vielmehr wird er endgültig Bestandteil des rätselhaften Katz-und-Maus-Spieles, als ihm Lovas Freundin einen Würfel übergibt, bevor sie direkt darauf vor seinen Augen getötet wird. Auf der Flucht trifft er wieder auf Lova, die ihn, statt viel zu erklären, bewusstlos schlägt.
Als er wieder zu sich kommt, befindet er sich in einer menschenleeren Kleinstadt, in der er als Kind gelebt hat. In der Wohnung seiner Eltern findet er einen Comic namens „Storm“, dessen Handlung seine aktuellen Erlebnisse widerspiegelt. Dies hilft ihm jedoch ebenso wenig weiter wie der erfolglose Versuch, den Würfel mit verschiedenen Werkzeugen zu öffnen. Er begibt sich daraufhin zur Wohnung seiner früheren Freundin Helena, wo er mit ansehen muss, wie diese durch ihn in der Vergangenheit vergewaltigt wurde. In einer weiteren Rückblende beobachtet er sich selbst als Jugendlichen, wie er seinen kleineren Bruder auf dem Friedhof in eine Gruft sperrt.
Lova wurde inzwischen durch den die dunklen Gestalten anführenden Mann im Anzug gefangen genommen, der sie im Hochofen einer Gummifabrik zu töten versucht. DD vermag Lova zu retten, sie erleidet jedoch schwere Verbrennungen. Er bringt sie ins Krankenhaus, wo es ihm endlich gelingt, den Würfel zu öffnen. Die darin befindliche kaputte Brille erschließt ihm die Erinnerung an den Tod seiner größeren, extrem kurzsichtigen Schwester Katta, die er völlig vergessen hatte, die für ihn jedoch früher eine außerordentlich wichtige Bezugsperson gewesen war. Er gab sich die Schuld für ihren Tod, da sie in einem Unfall starb, nachdem er durch eine Gruppe Jugendlicher gezwungen worden war, ihre Brille zu zertreten.
Schließlich kommt es im Krankenhaus zum Showdown. Lova schafft es, sich der Verfolgertruppe zu erwehren. DD entscheidet sich, den Würfel nicht herauszugeben und stattdessen ein Leben mit seinen Erinnerungen in Respekt gegenüber seinen Mitmenschen zu führen. Der Mann im Anzug zerfällt daraufhin zu Staub.

## Kritiken
Von den Kritikern werden einerseits Bildgewaltigkeit, visuelle Gestaltung und unkonventionelle Erzählweise gelobt, andererseits die schnellen Handlungsbrüche und die offen bleibenden Fragen hinsichtlich unabgeschlossener Handlungsstränge kritisiert. So bemerkt etwa filmstarts.de: „Erst gegen Ende verdichten sich die Handlungsstränge der Geschichte annähernd zu einem Ganzen. 'Storm' erzeugt dabei einen starken Spannungsbogen, verblasst jedoch zunehmend, da die humorigen Zwischenspiele den mysteriösen und spannenden Momenten in teils unbeholfener Weise die Schlagkraft nehmen. [...] Der Film ist somit optisch und stilistisch durchaus ansprechend“.
Die Gesamtbewertungen reichen von „Storm är inget annat än slöseri med bra dramaidéer och några av Sveriges mest lovande skådespelare.“ (Storm ist nichts anderes als die Verschwendung guter Dramenideen und einiger der vielversprechendsten Schauspieler) bis „Något sårigt men vackert, skört men självsäkert, om minnet av oförrätter eller ogärningar begångna i en barndom i en håla, fula saker man försökt glömma men som alltid hinner i kapp och påminner om att det gör ont att leva. Att få sådana associationer av en svensk film 2006 är lycka för mig.“ (Es ist verletzend aber schön, zerbrechlich aber selbstverständlich, wenn man von Erinnerungen an in Kindertagen heimlich begangene Kränkungen oder Untaten, an schreckliche Sachen, die man vergessen wollte, die aber immer die Oberhand behielten, daran erinnert wird, dass es weh tut, zu leben. Dass ein schwedischer Film 2006 dererlei Assoziationen weckt macht mich glücklich).

## Auszeichnungen
Der Film wurde auf verschiedenen Filmfestivals gezeigt und konnte 2005 den Star! Audience Award auf dem Stockholm International Film Festival, 2006 den Méliès Award auf dem Amsterdam Fantastic Film Festival und den Silver Raven auf dem Brussels International Festival of Fantastic Films gewinnen. Weiterhin wurden Måns Mårlind und Björn Stein jeweils für ihre Regieleistungen auf dem Puchon International Fantastic Film Festival ausgezeichnet. In Schweden konnte der Film 2007 eine Guldbagge in der Kategorie Beste Kamera gewinnen; Nominierungen erhielt er darüber hinaus im selben Wettbewerb für den besten Film sowie für den Publikumspreis.

## Trivia
Storm ist der erste schwedische Film, in dem der Wilhelmsschrei Verwendung findet.
Die u. a. als Türcode vorkommende Zahl 1138 ist eine Anspielung auf George Lucas’ Film THX 1138.
Die Szenen, in denen Lovas Freundin auf einer LAN-Party DD den Würfel übergibt, wurden auf der halbjährlich in Jönköping stattfindenden LAN-Party DreamHack aufgenommen.